# Schnackenburg
Pour les articles homonymes, voir Schnackenburg (homonymie).
Schnackenburg est une commune allemande de Basse-Saxe dans l'Arrondissement de Lüchow-Dannenberg.

## Géographie
Elle est située sur la rive gauche de l'Elbe.

### Quartiers
- Gummern, Holtorf, Kapern, Schnackenburg.